# シバン (ウイグル人)
シバン（Šiban、生没年不詳）は、モンゴル帝国に仕えたウイグル人の一人。『元史』などの漢文史料では昔班(xībān)と記される。

## 概要
シバンの父のキュル＝ベグ・オトチ（闕里別斡赤/Kül Beg Odči）は八尺を越える長身で、チンギス・カンの中央アジア遠征に従軍して数々の武功を残し、本国（天山ウイグル王国）坤閭城ダルガチに任命された人物だった。
キュル＝ベグ・オトチの息子のシバンは即位前のクビライに仕えてビチクチに任命されており、1260年（中統元年）にクビライがカアン（皇帝）と称すると真定路ダルガチ、ついで戸部尚書・宗正府ジャルグチに任じられた。この頃、クビライの弟のアリクブケもまた独自にカアンと称しており、武力によってカアン位を決める趨勢となっていた（帝位継承戦争）。シバンは河西方面に派遣されて糧食の運搬を命じられ、西京（大同）の北に至った。そこでトゥメン（万戸）のアシク・テムルがアリクブケ側につこうとしているのを知ると、シバンはアシク・テムルの下を訪れて弟（アリクブケ）は兄（クビライ）に仕えるのが道理であると述べてクビライ側につくよう説得した。アシク・テムルは配下の兵にシバンを包囲するよう指示したものの、翌日にはシバンの説得に従ってクビライ側につくことを結審した。アシク・テムルの帰順によって西京からの兵站は安定したため、後にクビライはシバンの功績を評して「2万の軍勢を率いてくるに勝る」と評したという。
クビライは帝位継承戦争を制して唯一のカアンとなったものの、これに不満を抱くオゴデイ家のカイドゥはクビライに従わず中央アジアで自立した。クビライは武力で以てカイドゥを討伐する前にシバンを派遣し、撤兵してジャムチ（駅）を用いて自らの下に来るよう伝えさせた。カイドゥはシバンの伝えたクビライの言葉を聞いたものの、既に丞相のアントンが軍事行動を起こしていることを挙げ、自らに罪はないとして従わなかった。その後シバンは中書右丞という高官の地位を授けられて宗王の娘も娶ったが、70歳の高齢にして再びカイドゥの下を訪れて投降を勧めている。最後には翰林承旨となったが、89歳にして亡くなっている。
シバンにはオロス・ベグ（斡羅思密）という息子がおり、更にその息子のヨウジュ（咬住）も高官に至っている。